# Genengan (Jumantono)
Genengan is een bestuurslaag in het regentschap Karanganyar van de provincie Midden-Java, Indonesië. Genengan telt 3998 inwoners (volkstelling 2010).